# Ética DIY

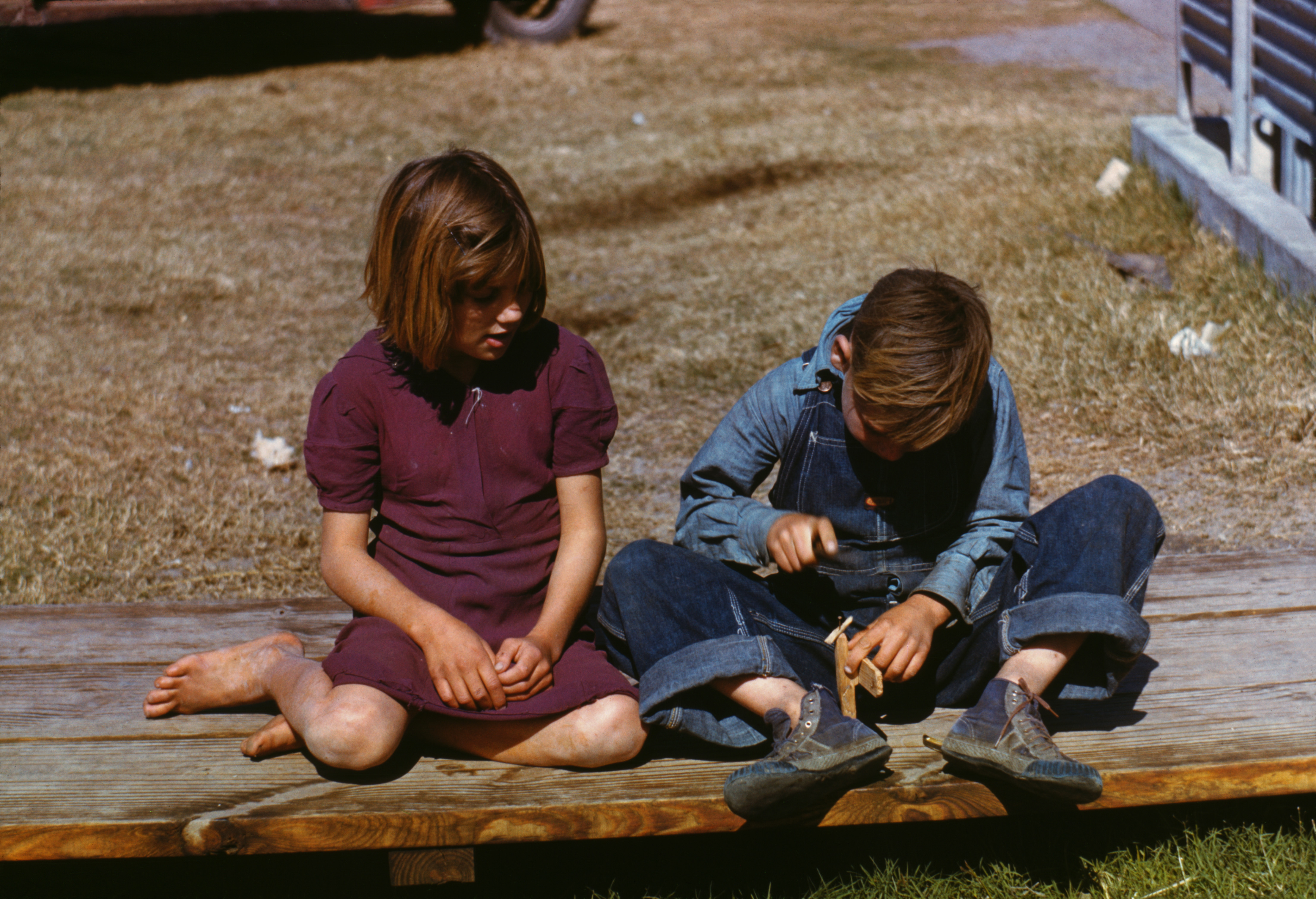
Niños construyendo un modelo a escala de un avión (enero de 1942).

La ética DIY (por sus siglas en inglés: “Do it Yourself”; traducción al español: “Hágalo usted mismo”), se refiere a la ética de la autosuficiencia, a través de la realización de tareas sin necesidad de la contratación de un especialista o profesional en el tema.
La ética DIY requiere que el adepto busque el conocimiento necesario para completar una determinada tarea, ya sea por cuenta propia o eventualmente haciendo uso de orientación y consejo de una o de varias personas. El término puede referirse a una variedad de disciplinas y temáticas, incluyendo las mejoras en el hogar, los primeros auxilios, las obras creativas, entre muchas otras.
En lugar de menospreciar o subestimar a aquellos que se involucran en el trabajo o desarrollo de habilidades manuales, la ética DIY promueve el conocimiento y la experiencia adquirida por el usuario en diversas temáticas, que se alcanzan al adquirir destrezas y aprender haciendo. Asimismo, una idea central es el empoderamiento de los individuos y de las comunidades, fomentando la aplicación de enfoques alternativos, cuando se presentan obstáculos burocráticos o sociales, o dificultades de algún tipo, para la consecución de los objetivos que se hayan fijado.

## Cultura Punk
En la subcultura punk, la ética DIY está ligada a la ideología punk y el anticonsumismo. Se toma el rechazo a la cultura de consumo, usando sistemas o procesos existentes que crean dependencia en las estructuras sociales. De acuerdo a la estética punk, uno puede expresarse, empezar un movimiento, e incluso crear verdaderas obras serias, a veces con medios bastante limitados. Podría decirse que el primer ejemplo de esta actitud fue el punk de la escena musical de la década de 1970. Emergentes bandas de punk como Death, que grabaron sus primeros demos en una habitación sin ningún equipo profesional, comenzó así, grabando, produciendo álbumes, comercializando, distribuyendo, y promocionando sus propias obras de forma independiente, siendo un modelo fuera de lo establecido para el sistema de la industria musical de su época. Tan extremo fue su deseo de independencia que muy a menudo se realizaban conciertos musicales en el sótano de diversas casas (basement shows), en lugar de lugares tradicionales, como por ejemplo auditorios, con el fin de evitar el patrocinio de las empresas y garantizar su libertad creativa. Dado que muchos lugares tienden a alejarse de la música experimental, casas y otros sitios privados a menudo eran los únicos lugares que estas bandas podían usar para tocar su música.
Riot Grrrl, asociado con la tercera ola feminista, también adoptó los valores centrales de la ética DIY, aprovechando formas creativas de comunicación a través de zines y de otros proyectos.
Partidarios del movimiento DIY Punk también pueden trabajar en conjunto. Por ejemplo, CD Presents, del empresario David Ferguson, era un conjunto DIY de producción de conciertos, estudio de grabación, y productora discográfica.
La banda Punk Alemana Mono für Alle! perfeccionó la producción masiva de los álbumes DIY. Su álbum incluyó una cubierta tapizada de madera y vendió más de 6000 unidades desde su sitio web y otras fuentes alternativas.
La ética DIY punk también se ha aplicado a algunos aspectos de la vida sencilla, por ejemplo:
- Aprender a reparar una bicicleta en lugar de llevarla a una tienda de reparaciones (consultar: Cooperativa de Bicicletas.)
- Costura, reparación, o modificación de prendas en lugar de comprar ropa nueva.
- Huerto urbanos o cosechas de vegetales.
- Reciclar productos haciendo uso de la recolección urbana.

Algunos educadores también abordan en el uso de técnicas DIY para la enseñanza, normalmente conocido esto como Edupunk.

## Música
La música DIY tiene su origen en la escena del Rock Punk de mediados de los 70. Se desarrolló como una forma alterna a la corriente principal de la industria musical. En el año 2014, Steve Albini habló de las dificultades de grabar y ser escuchado en la radio durante los años 80s y 90s, diciendo: "Estas bandas independientes tuvieron que ser ingeniosas. Habían construido su propia infraestructura de clubes independientes, promotores, fanzines y DJs." Él ve la cultura del internet como una continuación de esta escena, "tenían sus propios canales de promoción, incluyendo rasgos de los inicios de la cultura de internet que es tan común hoy en día – tablones de anuncios y grupos de noticias."
Los grupos DIY realizan todo por ellos mismos o con colaboradores independientes, desde la producción de un álbum hasta el marketing y medios de comunicación. Esta elección principalmente refleja la necesidad de enfatizar la independencia en relación con las grandes casas productoras y la industria de la música en general.
Los avances tecnológicos y la reducción de precios ha hecho más fácil par las bandas ser independientes. El  mercado de la industria electrónica ha traído la grabación y producción musical más fácil al consumidor.
Mediante el control de la producción y canales de distribución, las bandas musicales DIY han logrado desarrollar una relación más estrecha entre los artistas y los fanes. La ética DIY da un control total sobre el producto final sin necesidad de contar con sellos discográficos.
Esta oposición entre DIY y la industria musical ha generado grandes debates entre ambos bandos: las grandes productoras aseguran que los sellos discográficos todavía tienen una función crucial en la producción musical, mientras que varios artistas defienden el modelo de auto producción (Radiohead y Nine Inch Nails por ejemplo). Una gran cantidad de términos son empleados para calificar las bandas musicales DIY (auto-producción, bandas indies, direct-to-fan...), este debate entre "música DIY vs Industria" es  encontrado en temas de "música independiente", o el término "música artesanal".

## El skate y el ciclismo
En el skateboarding se pueden ver referencias a la cultura DIY en los  skateparks realizados por los mismos skaters. La realización de un Skatepark implica carpintería, trabajar con concreto, entre otras variedades de tareas para construir parques creativos y personalizados de acuerdo a sus necesidades.
El más famoso y posiblemente primer DIY skatepark nunca construido fue  el Burnside Skatepark, localizado en Portland, OR. Construido sin permiso por skateboarders y más tarde sancionado por la ciudad, Burnside es uno de los ejemplos más preeminentes de acción. El Parque aparece en la película Liberen a Willy en 1993, y en el año 1999 el parque es parte de la saga de videojuegos Tony Hawk (saga). En 2007, fue  parte de las tomas para la película del director Gus Van Sant, llamada Paranoid Park. 
Esta tendencia de DIY Skateparks se extendió a varios lugares del mundo, siendo los más notorios Europa y Brasil.
Los proyectos DIY en torno al ciclismo han tenido como tema principal la modificación o transformación de bicicletas, esto con el enfoque de empoderar a ciclistas a entender cómo funcionan y qué tan fáciles pueden ser reparadas por ellos mismos, fomentado el uso de bicicletas como una opción realmente viable de movilidad urbana frente a los automóviles.

## Leer más
- Thomas Bey William Bailey, Unofficial Release: Self-Released And Handmade Audio In Post-Industrial Society, Belsona Books Ltd., 2012
- Brass, Elaine; Sophie Poklewski Koziell (1997). Denise Searle, ed. Gathering Force: DIY Culture — Radical Action for Those Tired of Waiting. London: Big Issue. ISBN 1-899419-01-2.
- Kimmelman, Michael (April 14, 2010). "D.I.Y. Culture". The New York Times Abroad. Retrieved August 4, 2011.
- McKay, George (1996). Senseless Acts of Beauty: Cultures of Resistance since the Sixties. London: Verso. ISBN 1-85984-028-0.
- George McKay, ed. (1998). DiY Culture: Party & Protest in Nineties Britain. New York: Verso. ISBN 1-85984-260-7.
- Graham St John (ed.). FreeNRG: Notes From the Edge of the Dancefloor. Altona: Commonground. ISBN 1-86335-084-5.
- Smith, G. and Gillett, A. G., (2015). Creativities, innovation, and networks in garage punk rock: A case study of the Eruptörs. Artivate: A Journal of Entrepreneurship in the Arts, 9-24.|url=https://web.archive.org/web/20161006040945/http://artivate.hida.asu.edu/index.php/artivate/article/download/82/36.
- Wall, Derek (1999). Earth First and the Anti-Roads Movement: Radical Environmentalism and Comparative Social Movements. London: Routledge. ISBN 0-415-19064-9.

- Datos: Q2519483
- Multimedia: DIY culture / Q2519483